# 国家新材料产业发展领导小组
国家新材料产业发展领导小组，是中华人民共和国国务院成立的国务院议事协调机构，负责领导国家新材料产业发展工作。

## 沿革
2016年12月23日，《国务院办公厅关于成立国家新材料产业发展领导小组的通知》（国办发〔2016〕97号）发出，为贯彻实施制造强国战略，加快推进新材料产业发展，国务院决定成立国家新材料产业发展领导小组。
2017年1月9日，国家新材料产业发展领导小组第一次会议在北京召开，中共中央政治局委员、国务院副总理、国家新材料产业发展领导小组组长马凯主持会议并讲话。

## 职责
2016年《国务院办公厅关于成立国家新材料产业发展领导小组的通知》规定，国家新材料产业发展领导小组的主要职责是：“审议推动新材料产业发展的总体部署、重要规划，统筹研究重大政策、重大工程和重要工作安排，协调解决重点难点问题，指导督促各地区、各部门扎实开展工作。”

## 组成人员
| 2016年《国务院办公厅关于成立国家新材料产业发展领导小组的通知》确定的组成人员是： 组长 - 马凯（国务院副总理） 副组长 - 苗圩（工业和信息化部部长） - 肖亚庆（国资委主任） - 林念修（发展改革委副主任） - 阴和俊（科技部副部长） - 刘昆（财政部副部长） 成员 - 杜占元（教育部副部长） - 徐乐江（工业和信息化部副部长） - 汤涛（人力资源社会保障部副部长） - 张骥（商务部部长助理） - 潘功胜（人民银行副行长） - 黄丹华（国资委副主任） - 李国（海关总署副署长） - 孙瑞标（税务总局副局长） - 田世宏（质检总局党组成员、国家标准委主任） - 许宪春（统计局副局长） - 贺化（知识产权局副局长） - 张亚平（中科院副院长） - 徐德龙（工程院副院长） - 王兆星（银监会副主席） - 方星海（证监会副主席） - 梁涛（保监会副主席） - 高瑞平（自然科学基金会副主任） - 张克俭（国防科工局副局长） - 陆明（外专局副局长） - 冯丹宇（中央军委装备发展部副部长） |

## 办事机构
工业和信息化部原材料工业司（简称工信部原材料司），加挂工业和信息化部稀土办公室牌子，与国家新材料产业发展领导小组办公室合署办公，是中华人民共和国工业和信息化部内设机构。

### 沿革
2016年《国务院办公厅关于成立国家新材料产业发展领导小组的通知》规定，国家新材料产业发展领导小组办公室设在工业和信息化部，承担领导小组的日常工作。工业和信息化部副部长徐乐江兼任办公室主任，领导小组成员单位有关司局负责人担任办公室成员。

### 机构设置
根据有关规定，工信部原材料司（稀土办、国家新材料产业发展领导小组办公室）设置下列机构：
- 综合处
- 石化化工处
- 钢铁处
- 有色金属处
- 稀土处
- 建筑材料处

### 历任领导
历任主任、副主任是：

| 主任 - 徐乐江（2016年12月－，工业和信息化部副部长） | 副主任 - 周长益（2016年12月－，工业和信息化部原材料工业司司长） |

## 国家新材料产业发展专家咨询委员会
国家新材料产业发展领导小组聘请有关方面专家组成国家新材料产业发展专家咨询委员会，为领导小组提供决策咨询。2017年2月28日，国家新材料产业发展专家咨询委员会成立大会在北京召开，中共中央政治局委员、国务院副总理、国家新材料产业发展领导小组组长马凯出席会议并讲话。国家新材料产业发展专家咨询委员会历任主任、副主任是：
| 主任 - 干勇（2017年2月－，工程院原副院长、院士） | 副主任 - 张涛（2017年2月－，中科院副院长、院士） - 徐惠彬（2017年2月－，北京航空航天大学校长、院士） - 俞建勇（2017年2月－，东华大学副校长、院士） - 李仲平（2017年2月－，中国航天科技集团航天材料及工艺研究所副所长、院士） - 谢建新（2017年2月－，北京科技大学原副校长、院士） |